# Max-Josefsorden

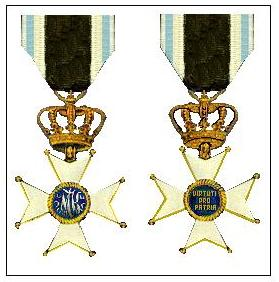
Max-Josefsorden.

Max-Josefsorden (tyska: Militär-Max-Joseph-Orden) är en orden i tre klasser instiftad den 1 januari 1806 av kung Maximilian I Josef av Bayern till belöning för bragder i krig. Den medför personligt adelskap, och ett antal innehavare åtnjuter årsunderhåll. Ordenstecknet består av ett gyllene, vitemaljerat, åttauddigt kors, vars vinklar utfylls av gyllene strålar, samt en blå mittsköld med bokstäverna M. J. K. (Max Joseph, König) på framsidan och latinska inskriften Virtuti pro patria ("Åt dem, som tappert stridit för fosterlandet") på baksidan. Bandet är i mitten svart, för övrigt vitt och blått.